# Heinrich von Siebenthal
Heinrich von Siebenthal (* 31. Oktober 1945 in Menziken, Aargau, Schweiz) ist Gräzist, Hebraist, Linguist und Fachdidaktiker der Biblischen Sprachen, für die er seit 2012 die Professur an der Staatsunabhängigen Theologischen Hochschule in Basel innehat.

## Leben und Wirken
Von Siebenthal studierte 1969 bis 1970 Theologie am baptistischen Seminar in Rüschlikon, 1970 bis 1972 Gräzistik (u. a. bei Ernst Risch), Hebraistik (u. a. bei Alan Millard) und Anglistik (u. a. bei Ernst Leisi) an der Universität Zürich. 1972 bis 1974 studierte er weiter in Liverpool, wo er nebst den Alten Sprachen auch Alte Geschichte belegte. 1974 bis 1976 war er dort Lehrassistent. Er promovierte 1980 an der Schule für Orientale Studien an der University of Liverpool mit einer linguistisch-hebraistischen Arbeit (Lexical Synonymy in Biblical Hebrew).
Von 1976 bis 1986 und ab 2007 lehrte er als Lektor, Dozent oder Professor für Bibelsprachen und Grenzgebiete an der Staatsunabhängigen Theologischen Hochschule Basel (bzw. ihrer Vorgängerinstitution). Von 1987 bis zu seiner Emeritierung 2015 lehrte er zudem an der Freien Theologischen Hochschule Gießen (bzw. ihrer Vorgängerinstitution), ab 2011 als Honorarprofessor für Biblische Sprachen und Neues Testament.
Ein besonderer Schwerpunkt seiner wissenschaftlichen Arbeit ist die Anwendung allgemein-linguistischer Erkenntnisse auf die Altsprachenforschung.
Heinrich von Siebenthal gehört einer Freien Evangelischen Gemeinde an.
1998 erhielt von Siebenthal den Johann-Tobias-Beck-Preis des Arbeitskreises für evangelikale Theologie.

## Publikationen (Auswahl)
- Grundkurs neutestamentliches Griechisch: Übersetzungstechnik – Grundwortschatz – Grammatik. Brunnen, Gießen 2008, ISBN 978-3-7655-9542-4.
- Bibel-Hebräisch: Lösungs- und Begleitband. 5., verbesserte Aufl., Brunnen, Gießen 2012, ISBN 978-3-7655-9463-2.
- Kurzgrammatik zum Griechischen Neuen Testament. 3. Aufl., Brunnen, Gießen 2013, ISBN 978-3-7655-9491-5.
- als Übersetzer und Bearbeiter: Thomas O. Lambdin: Lehrbuch Bibel-Hebräisch. 7., überarbeitete Aufl., Brunnen, Gießen 2013, ISBN 978-3-7655-9563-9.
- Ancient Greek Grammar for the Study of the New Testament. Peter Lang, Oxford 2019, ISBN 978-1-78997-586-4.
- Klassisches Aramäisch. Ein Handbuch für die Lektüre bibel- und targumaramäischer Texte. Brunnen Verlag, Gießen 2024, ISBN 978-3-7655-9585-1.

als Mitautor
- mit Ernst G. Hoffmann: Griechische Grammatik zum Neuen Testament. 2. Aufl., Immanuel, Riehen 1990, ISBN 3-9520138-2-X.
  - Neuausgabe: Griechische Grammatik zum Neuen Testament. Neubearbeitung und Erweiterung der Grammatik Hoffmann / von Siebenthal. Brunnen Verlag, Gießen 2022, ISBN 978-3-7655-9578-3.
- mit Wilfrid Haubeck: Neuer Sprachlicher Schlüssel zum Griechischen Neuen Testament. 3., durchgesehene Aufl., Brunnen, Gießen 2011, ISBN 978-3-7655-9393-2.
- mit Jan P. Lettinga: Grammatik des Biblischen Hebräisch. Brunnen, Gießen 2016, ISBN 978-3-7655-9555-4.